# Tano Sur (distrito)
Tano Sur es un distrito de la región de Brong-Ahafo, Ghana. En septiembre de 2018 tenía una población estimada de 94 928 habitantes.
Se encuentra ubicado en el centro del país, al sur del río Volta Negro, al oeste del lago Volta, al norte de la región de Ashanti y cerca del río Tano, que le da nombre al distrito. 